# Лєра Мандзюк
Валерія Іванівна Мандзюк (нар. 12 лютого 1997, Ньїредьгазі) — українська стендап-комікеса, двічі переможниця телешоу «Розсміши коміка», активна учасниця змагань Stand up Battle. Брала участь у проєкті «Жіночий квартал». Виступає з сольними стендап турами.

## Біографія
Народилася в місті Ньїредьгаза, коли мати була вагітна на заробітках. Батьки жили в Тячеві. Є молодшою (восьмою) дитиною в багатодітній родині. Батько Іван Мандзюк покинув сім'ю, начебто поїхавши на заробітки.
Закінчила Мукачівський державний університет на спеціальності туризм та мріяла бути екскурсоводом. Її перший стенд-ап відбувся на першому курсі університету.
Мріяла виступати в КВК, але, за власними словами, не знайшла команду, яка би взяла її, тому цікавилася сольним стенд-ап жанром.
Двічі перемогла в шоу «Розсміши коміка», брала участь як гостя в проєкті «Жіночий квартал». Активно бере участь у змаганнях Stand up Battle. Була учасницею шоу — «Богиня шопінгу».
Виступає з сольними стенд-ап турами в Україні і ЄС, після початку повномасштабного вторгнення Росії в Україну виступає з благодійними концертами, зокрема й перед бійцями ЗСУ.